# Miłosz Puczydłowski
Miłosz Jan Puczydłowski (ur. 20 sierpnia 1986 w Gdyni) – polski filozof.

## Życiorys
W 2005 ukończył III Liceum Ogólnokształcące im. Marynarki Wojennej RP w Gdyni, w 2011 Międzywydziałowe Indywidualne Studia Humanistyczne na Uniwersytecie Jagiellońskim. W 2016 obronił na UJ pracę doktorską Religia i sekularyzm. Wzajemne zapośredniczenie dwóch narracji interpretacyjnych we współczesnej debacie nad sekularyzacją napisaną pod kierunkiem Marka Drwięgi. Od 2016 do 2021 pracował jako adiunkt w Instytucie Filozofii i Socjologii Uniwersytetu Pedagogicznego im. Komisji Edukacji Narodowej w Krakowie, zajmuje się filozofią religii i teologią XIX i XX wieku, bada także procesy sekularyzacji. Od 2022 jest zatrudniony w Universitetet i Sørøst-Norge (Uniwersytecie Południowo-Wschodniej Norwegii).
Za wydaną w 2017 książkę Religia i sekularyzm. Współczesny spór o sekularyzację otrzymał w 2018 Nagrodę im. księdza Józefa Tischnera (2018).